# Euphrasia bella
Euphrasia bella là loài thực vật có hoa thuộc họ Cỏ chổi. Loài này được S.T.Blake mô tả khoa học đầu tiên năm 1945.